# 21 ذو القعدة
- السبت
- الأحد
- الاثنين
- الثلاثاء
- الأربعاء
- الخميس
- الجمعة

- 2826 أبريل 2025
- 2927 أبريل 2025
- 3028 أبريل 2025
- 129 أبريل 2025
- 230 أبريل 2025
- 31 مايو 2025
- 42 مايو 2025
- 53 مايو 2025
- 64 مايو 2025
- 75 مايو 2025
- 86 مايو 2025
- 97 مايو 2025
- 108 مايو 2025
- 119 مايو 2025
- 1210 مايو 2025
- 1311 مايو 2025
- 1412 مايو 2025
- 1513 مايو 2025
- 1614 مايو 2025
- 1715 مايو 2025
- 1816 مايو 2025
- 1917 مايو 2025
- 2018 مايو 2025
- 2119 مايو 2025
- 2220 مايو 2025
- 2321 مايو 2025
- 2422 مايو 2025
- 2523 مايو 2025
- 2624 مايو 2025
- 2725 مايو 2025
- 2826 مايو 2025
- 2927 مايو 2025
- 128 مايو 2025
- 229 مايو 2025
- 330 مايو 2025

21 ذو القعدة أو 21 ذو القعدة الحرام أو يوم 21 \ 11 (اليوم الحادي والعشرون من الشهر الحادي عشر) هو اليوم السادس عشر بعد الثلاثمائة (316) من ايَّام السنة (أو السابع عشر بعد الثلاثمائة لو كان شهر رمضان مُتممًا لليوم الثلاثين أو الثامن عشر بعد الثلاثمائة لو أتم كلًا من صفر وربيع الآخر وجمادى الآخرة وشعبان ورمضان ثلاثين يومًا) وفق التقويم الهجري القمري (العربي). يبقى بعده 38 أو 39 يومًا لانتهاء السنة.

## أحداث
- 390 هـ - قبائل القره خانيون بزعامة أرسلان إيليغ خان يحتلون مدينة بخارى، وينهون الحكم الإيراني في تركستان، ويقضون على الدولة السامانية، ويستولون على سمرقند وبلاد ما وراء النهر حتى حدود خراسان.
- 1371 هـ - مجلس الأمة الأردني يتخذ قرارًا بإنهاء ولاية الملك طلال ومناداه ولي عهده الأمير حسين ملكًا دستوريًا على الأردن.
- 1400 هـ - إسرائيل تعتمد الشيكل عملة بديله بدلًا من الجنيه.
- 1424 هـ - الاستشهادية الفلسطينية ريم الرياشي تفجر نفسها على معبر إيرز الصهيوني.
- 1434 هـ - ظهور جزيرة جديدة على سواحل باكستان سميت جزيرة زلزلة وذلك بعد زلزال قوي ضرب البلاد.
- 1436 هـ -
  - الانتخابات البلدية والجهوية المغربية تفرز عن تصدر حزب العدالة والتنمية للانتخابات الجهوية، وحزب الأصالة والمعاصرة للانتخابات البلدية.
  - مقتل 45 جنديا إماراتيا و32 يمنيا و10 سعوديين و5 بحرينيين من قوة التحالف العربي في قصف بصاروخ توشكا في مأرب شمال اليمن.
  - تشييع جثمان اللاجئ السوري الطفل آيلان الكردي بعد وفاته غرقا في سواحل تركيا، وصور وفاته تهز العالم وتصدم الرأي العام.
  - اغتيال الشيخ الدُرزي أبو فهد وحيد البلعوس المُعارض لِلنظام السوري باستهداف سيارته بمنطقة عين المرج في مُحافظة السويداء.

## مواليد
- 408 هـ - نظام الملك، وزير مسلم سلجوقي.
- 556 هـ - عبد الله بن الحسن القرطبي، عالم مسلم ولغوي وأديب أندلسي.
- 1355 هـ - سهير البابلي، ممثلة مصرية.
- 1363 هـ - إنعام الجريتلي، ممثلة مصرية.
- 1370 هـ -
  - نور الحسين، زوجة ملك الأردن الحسين بن طلال.
  - أحمد قديروف، رئيس الشيشان.
- 1391 هـ -
  - وائل رمضان، ممثل سوري.
  - منى جلال، ممثلة مصرية.
- 1397 هـ - نورهان، مغنية لبنانية.
- 1402 هـ - عبد الله الزيد، ممثل ومغني كويتي.
- 1409 هـ - غادة الزدجالي، ممثلة عُمانية.

## وفيات
- 256 هـ - الزبير بن بكار، عالم وأديب وقاض مسلم.
- 687 هـ - ابن النفيس، طبيب مسلم ومكتشف الدورة الدموية الصغرى.
- 1369 هـ - محمد مأمون الشناوي، الإمام السابع والعشرون في سلسلة مشايخ الجامع الأزهر.
- 1384 هـ - عبد العظيم قريب، لغوي وأكاديمي إيراني.
- 1419 هـ - عبد الكريم جودة، دبلوماسي لبناني.
- 1424 هـ - ريم الرياشي، استشهادية فلسطينية.
- 1436 هـ - أبو فهد وحيد البلعوس، شيخ دُرزي سُوري مُعارض للنظام.

## وصلات خارجية
- موقع قصة الإسلام: حدث في شهر ذو القعدة.